# The Standells
The Standells sono un gruppo musicale statunitense originario di Los Angeles, considerato tra i principali esponenti del garage rock insieme ai Sonics e ai The Seeds e ispiratori del genere punk rock di gruppi degli anni settanta come Sex Pistols e Ramones. Divennero famosi con il brano Dirty Water pubblicato nel 1966, entrato a far parte della raccolta Nuggets: Original Artyfacts from the First Psychedelic Era, 1965-1968.

## Formazione
- Dick Dodd voce, batteria
- Tony Valentino voce, chitarra
- Gary Lane basso
- Larry Tamblyn voce, tastiere[4]

## Discografia

### Album

#### Album in studio
- 1966 - Dirty Water
- 1966 - Why Pick on Me - Sometimes Good Guys Don't Wear White
- 1967 - The Hot Ones
- 1967 - Try It
- 2013 - Bump

#### Raccolte
- 1981 - Anthology of Legendary Recordings Volume One
- 1983 - The Best of The Standells
- 1984 - Rarities

#### Album dal vivo
- 1964 - The Standells in Person at P.J.s.
- 1967 - "Live" and Out of Sight (riedizione di The Standells in Person at P.J.s. con due bonus track)
- 2000 - Ban This! (Live from Cavestomp!)
- 2001 - The Live Ones
- 2015 - Live on Tour - 1966

### Singoli
- 1963 - You'll Be Mine Someday/The Girl in My Heart (come Larry Tamblyn and The Standels)
- 1964 - The Shake/Peppermint Beatle
- 1964 - Help Yourself/I'll Go Crazy
- 1964 - Linda Lou/So Fine
- 1965 - The Boy Next Door/B. J. Quetzal
- 1965 - Don't Say Goodbye/Big Boss Man
- 1965 - Zebra in the Kitchen/Someday You'll Cry
- 1965 - Dirty Water/Rari
- 1966 - Sometimes Good Guys Don't Wear White/Why Did You Hurt Me
- 1966 - Ooh Poo Pah Doo/Help Yourself
- 1966 - Why Pick on Me/Mr. Nobody
- 1967 - Don't Tell Me What To Do/When I Was a Cowboy
- 1967 - Riot on Sunset Strip/Black Hearted Woman
- 1967 - Try It/Poor Shell of a Man
- 1967 - Can't Help But Love You/Ninety Nine and a Half
- 1968 - Animal Girl/Soul Drippin'